# Alain Ier de Penthièvre dit Alain de Goëlo
Pour les articles homonymes, voir Alain.
Alain de Goëlo puis Alain Ier de Penthièvre (né vers 1153/1154 mort le 29 décembre 1212), en latin Alanus filius comitis (Alan fils du Comte), est seigneur de Goëlo et comte de Penthièvre.

## Biographie
Fils d'Henri Ier de Trégor-Avaugour, seigneur de Trégor et de Goëlo, seigneur d'Avaugour, et de Mathilde de Vendôme. 
Alain assiste parmi les barons bretons en 1185 à l'assemblée dite l'Assise du Comte Geoffroy ; il met à profit la mort du duc Geoffroy II pour récupérer les domaines paternels et prête hommage au roi de France. En 1189 il est de ceux qui s'opposent aux prétentions du roi Richard Ier d'Angleterre à assurer la tutelle du jeune Arthur Ier de Bretagne, son neveu.
Alain fonde pour lui, son père, sa mère et Pétronille, sa femme en 1184/1189 pour les chanoines réguliers de l'abbaye Saint-Victor de Paris un premier établissement religieux dans l'« île aux cerfs » (île Saint-Riom) au large de Paimpol qui fut repris  en 1200 par des Prémontrés de l'Abbaye de La Lucerne lors de son transfert sur la terre ferme et qui devint l'abbaye de Beauport. La nouvelle fondation fut officialisée par une charte de 1202. 
Alain est de nouveau mentionné dans l'entourage ducal à partir de juillet 1204 auprès de Guy de Thouars. En 1206 il hérite de son cousin Geoffroy III de Penthièvre sans enfants, le  comté de Penthièvre et ses droits sur la Bretagne. La transaction est validée par les autres héritiers et le roi Philippe II Auguste à Candé. Alain est désormais le détenteur « du comté de Penthièvre et de son droit d'aînesse » soit l'ensemble des « droits  » de sa famille sur la Bretagne. 
Afin d'écarter le risque de conflit entre Alain et Guy de Thouars baillistre du duché de Bretagne, ce dernier reçoit l'autorité sur les domaines ducaux du sud du duché c'est-à-dire les évêchés de Cornouaille, Vannes et de Nantes  et le « comte Alain » reçoit le nord de la Bretagne soit les revenus des évêchés de Saint-Malo, Dol-de-Bretagne, Saint-Brieuc et Saint-Pol-de-Léon. À la suite d'un nouvel accord conclu sous l'égide du roi de France Philippe II Auguste à Paris en 1209 Alix de Thouars, demi-sœur d'Arthur de Bretagne et fille de  Guy de Thouars est  fiancée à Henri le fils d'Alain. 
Trois ans plus tard, pendant la dernière maladie d'Alain, le roi de France peu confiant dans l'autorité de Guy de Thouars en Bretagne et alors que Henri n'est âgé que de 7 ans, organise les fiançailles d'Alix avec son cousin l'énergique Pierre de Dreux . Alain meurt le 29 décembre 1212 en désignant comme tuteurs de ses enfants son frère Geslin de Coëtmen et son beau-frère Conan de Léon.

## Unions et postérité
Il avait épousé vers 1180, Pétronille de Beaumont au Maine , fille de Richard Ier de Beaumont-au-Maine et de Lucie de l'Aigle. Le mariage fut sans postérité.
En 1204, il épousa en secondes noces Adélaïde ou Alix de L'Aigle
dont il eut deux enfants :
- Henri Ier d'Avaugour né en 1205, marié à Marguerite de Mayenne, fille de Juhel III de Mayenne, baron de Mayenne ;
- Geoffroi Ier Botherel né en 1207 mort le 4 septembre 1274, seigneur de Quintin.